# Otomyini
Otomyini là một tông thuộc phân họ Chuột Cựu Thế giới (Murinae). Musser và Carleton (2005) đã cho nó là phân họ (Otomyinae), nhưng các nghiên cứu phân tử luôn chỉ ra rằng các loài thuộc tông này tiến hóa từ Murinae, khiến các nhà nghiên cứu này gộp nó vào phân họ này, đôi khi với tình trạng tông (Jansa và Weksler, 2004; Michaux và cộng sự, 2001; Steppan và cộng sự, 2004). Tông này bao gồm 3 chi:
- Myotomys
- Otomys
- Parotomys